# 鍋島英比古
鍋島 英比古（なべしま ひでひこ、1895年（明治28年）12月25日 - 1944年（昭和19年）12月23日）は、大日本帝国陸軍軍人。最終階級は陸軍少将（没後特進）。

## 経歴
佐賀県出身、鍋島藩士。陸軍士官学校第30期卒業。1940年（昭和15年）8月1日から輜重兵第22連隊長を務め、1943年（昭和18年）4月20日から輜重兵第10連隊長に就任し、1944年（昭和19年）8月1日に陸軍大佐に進級した。同年12月13日に輜重兵第10連隊主力は「乾瑞丸」に乗船し、高雄港を出発した。
レイテ島に向かっていると米軍は上陸激戦中で上陸不可能になり、マニラに上陸しルソン島防衛につくためにフィリピン沖の北方洋上を向かっていた。1944年（昭和19年）12月23日、上陸直前、千二百余名の乗った「乾瑞丸」はリンガエン湾沖で、敵潜水艦の魚雷3発の攻撃を船腹に受けて轟沈し戦死した。同日任陸軍少将。